# Georges Morel (théologien)
Pour les articles homonymes, voir Georges Morel et Morel.
Georges Morel (14 juin 1920-23 mai 1989) est un philosophe et théologien français. 
Il entre dans la Compagnie de Jésus en 1941 et est consacré prêtre en 1949. Il collabore à la revue Études et enseigne à Chantilly, puis à Vals-près-le-Puy. Ses supérieurs, critiquant sa théologie, l'écartent de ses fonctions en 1963. Il quitte la Compagnie en 1975.
Spécialiste de Jean de la Croix et de Nietzsche, son triptyque Questions d'homme (1976-1978) l'éloigne encore du dogme de l'Église.

## Publications
- Le Sens de l'existence selon Saint Jean de la Croix, 1960-1961
- Problèmes actuels de la religion, 1968
- Nietzsche : I Genèse d'une œuvre, introduction à une première lecture, 1970
- Nietzsche : II Analyse de la maladie, introduction à une première lecture, 1971
- Nietzsche : III Création et métamorphoses, introduction à une première lecture, 1971
- Questions d'homme : 1. Conflits de la modernité, 1976
- Questions d'homme : 2. L'Autre, 1977
- Questions d'homme : 3. Jésus dans la théorie chrétienne, 1978
- Le Signe et le Singe, 1985
- Éclats de sens : textes et fragments posthumes, 1998
- Lignes sans retour : textes et fragments posthumes, 2003